# Liocarcinus
Liocarcinus – rodzaj skorupiaków dziesięcionogich zawierający różne gatunki krabów:
- Liocarcinus bolivari (Zariquiey Alvarez, 1948)
- Liocarcinus corrugatus (Pennant, 1777)
- Liocarcinus depurator (Linnaeus, 1758)
- Liocarcinus holsatus (Fabricius, 1798)
- Liocarcinus maculatus (Risso, 1827)
- Liocarcinus marmoreus (Leach, 1814)
- Liocarcinus navigator (Herbst, 1794)
- Liocarcinus pusillus (Leach, 1815)
- Liocarcinus rondeletii (Risso, 1816)
- Liocarcinus subcorrugatus (A. Milne-Edwards, 1861)
- Liocarcinus vernalis (Risso, 1816)
- Liocarcinus zariquieyi Gordon, 1968

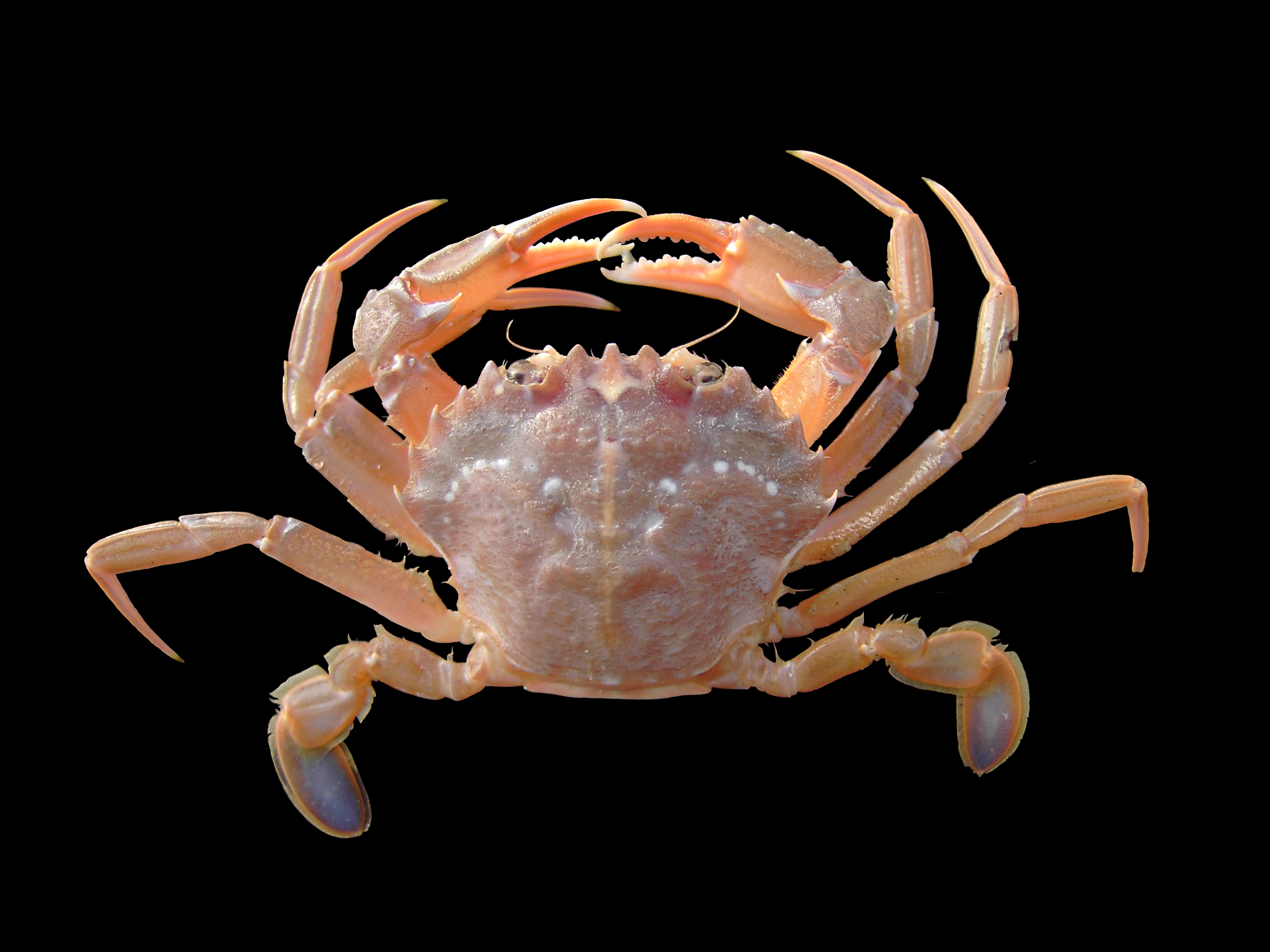
Liocarcinus depurator
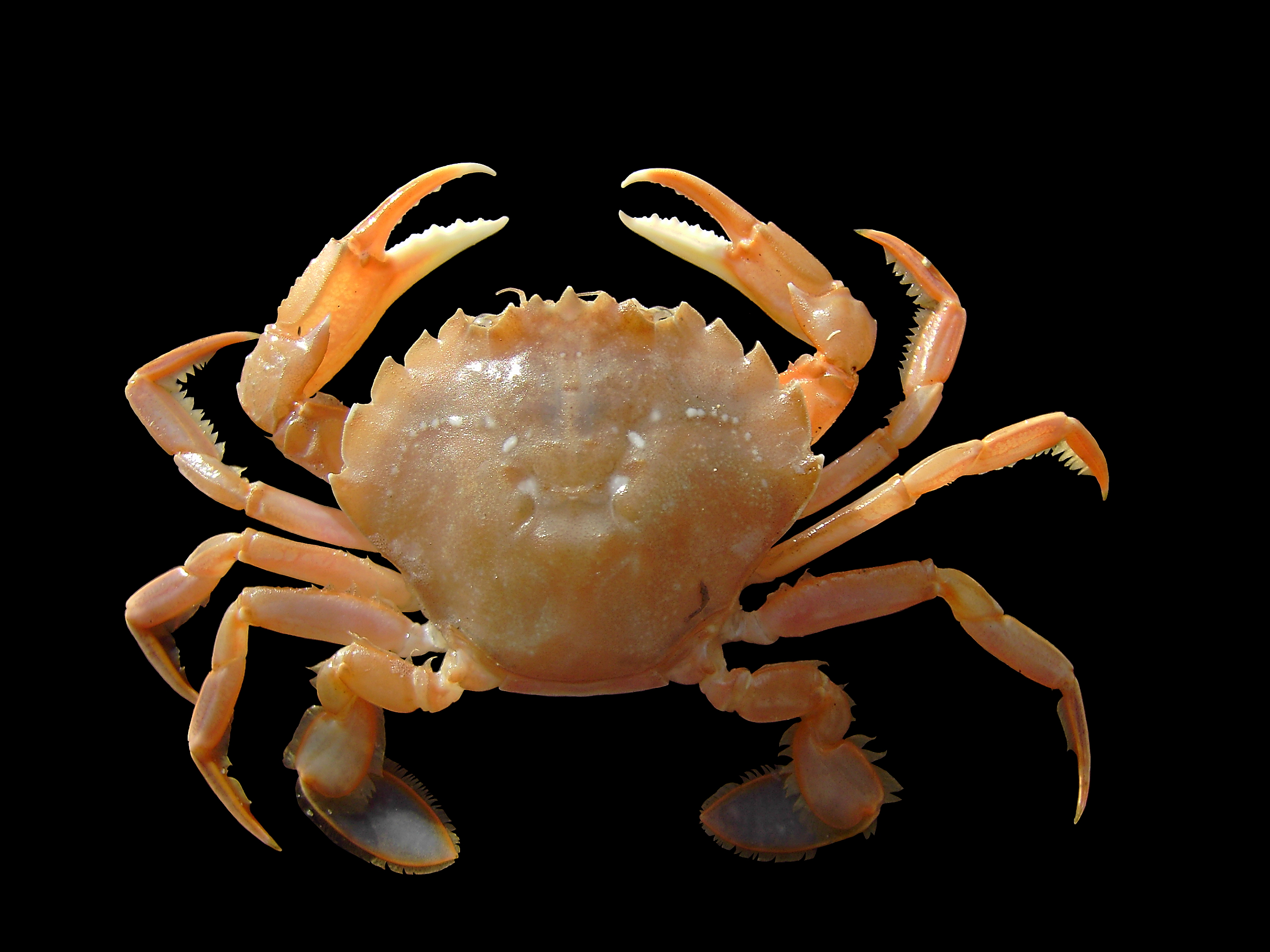
Liocarcinus holsatus
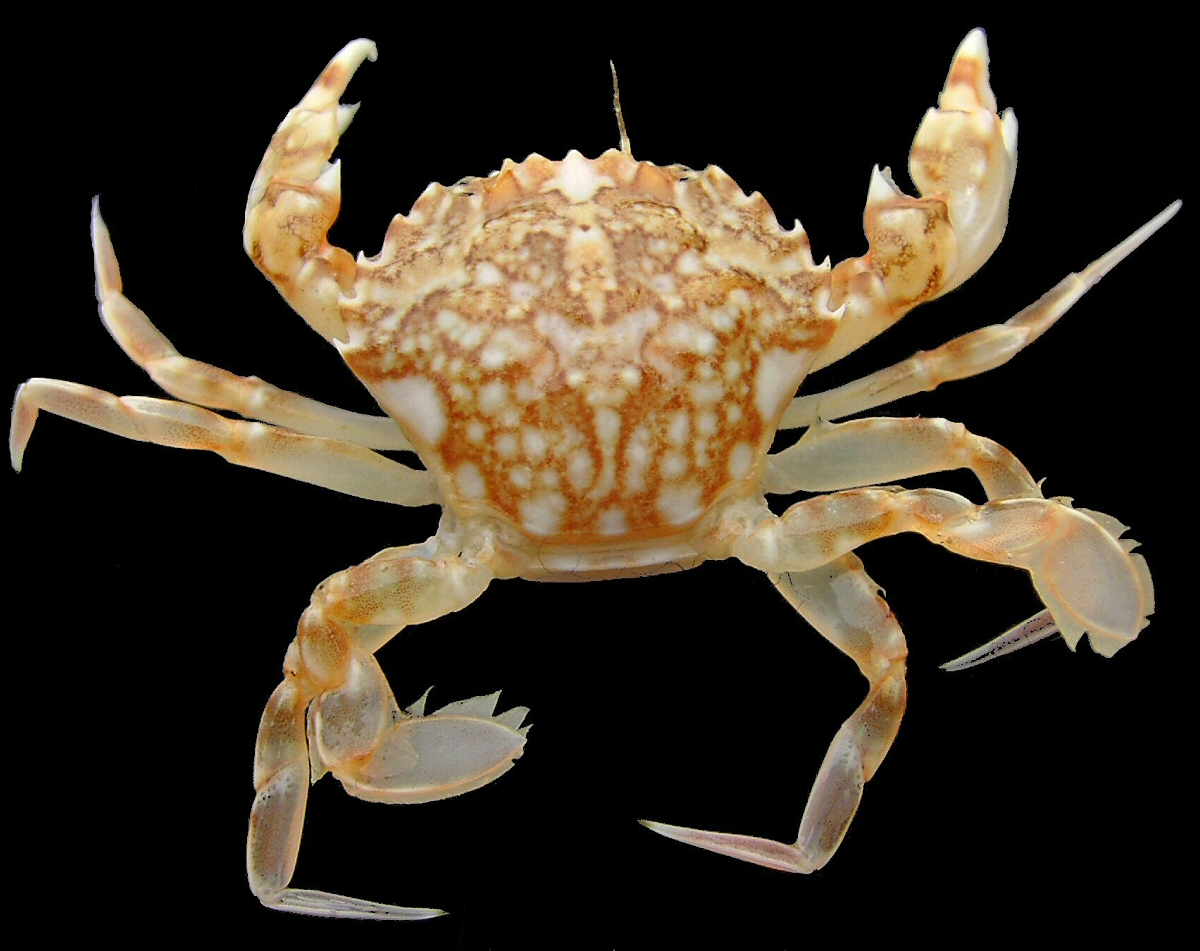
Liocarcinus marmoreus
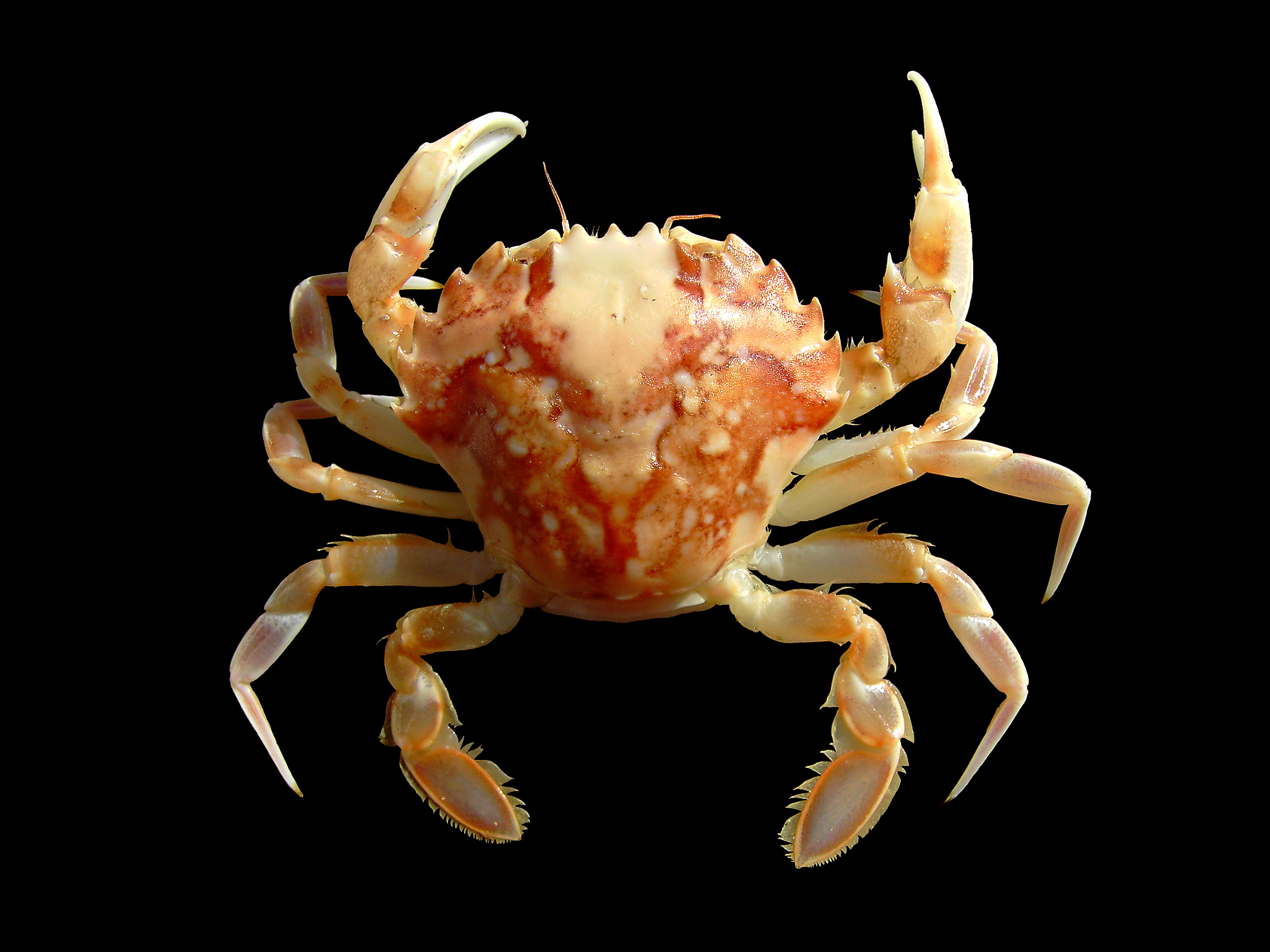
Liocarcinus marmoreus
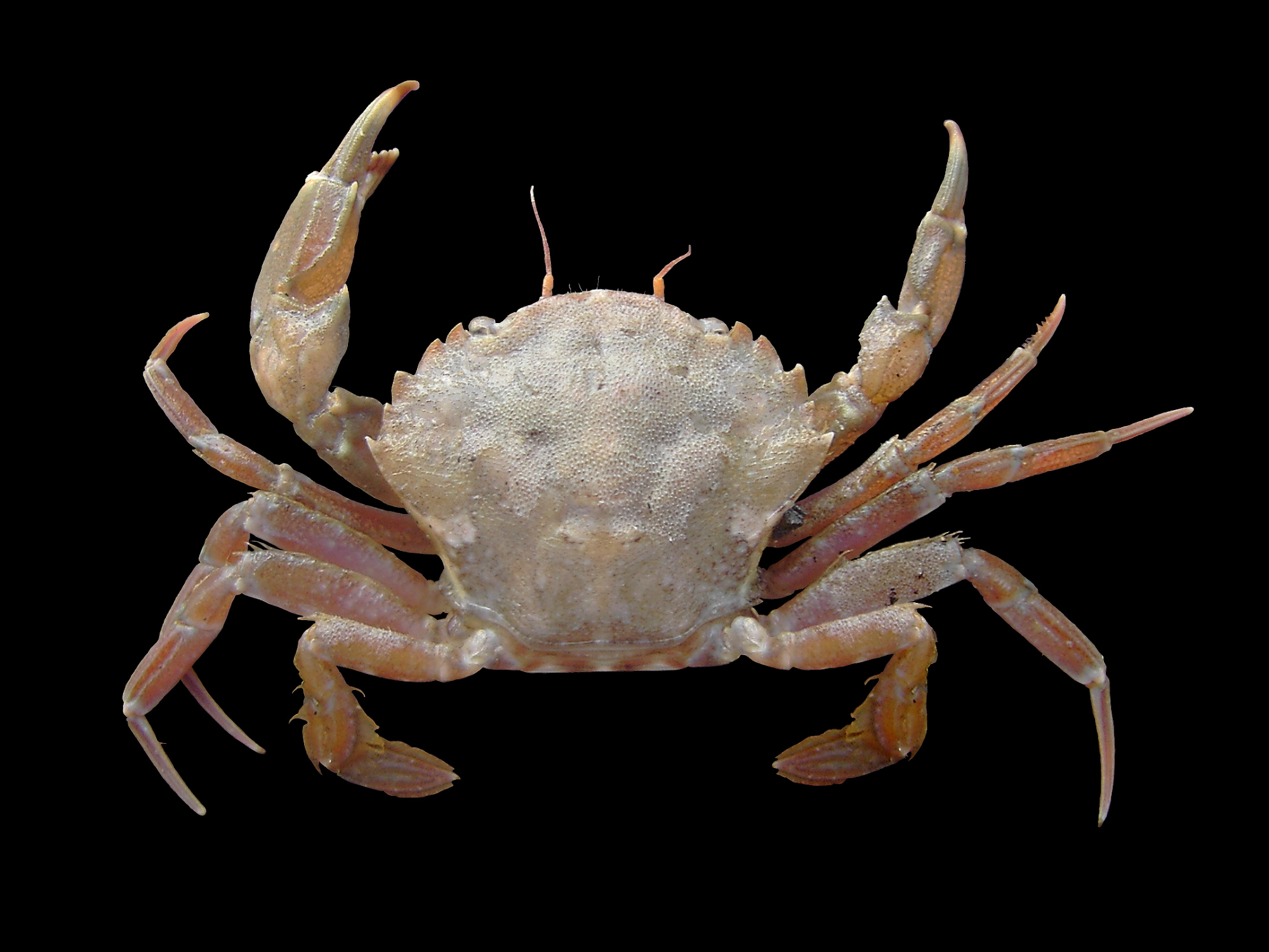
Liocarcinus navigator
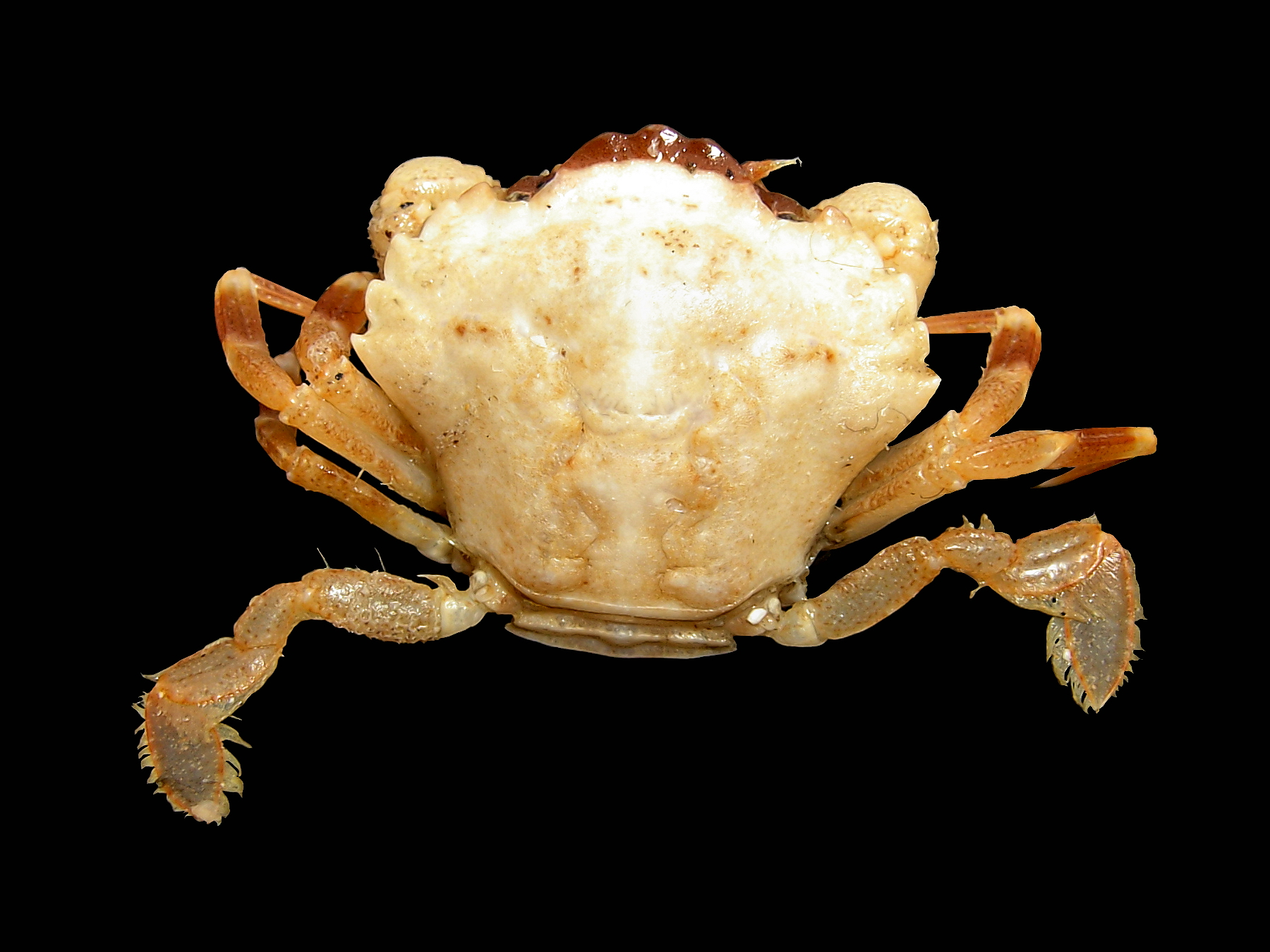
Liocarcinus pusillus
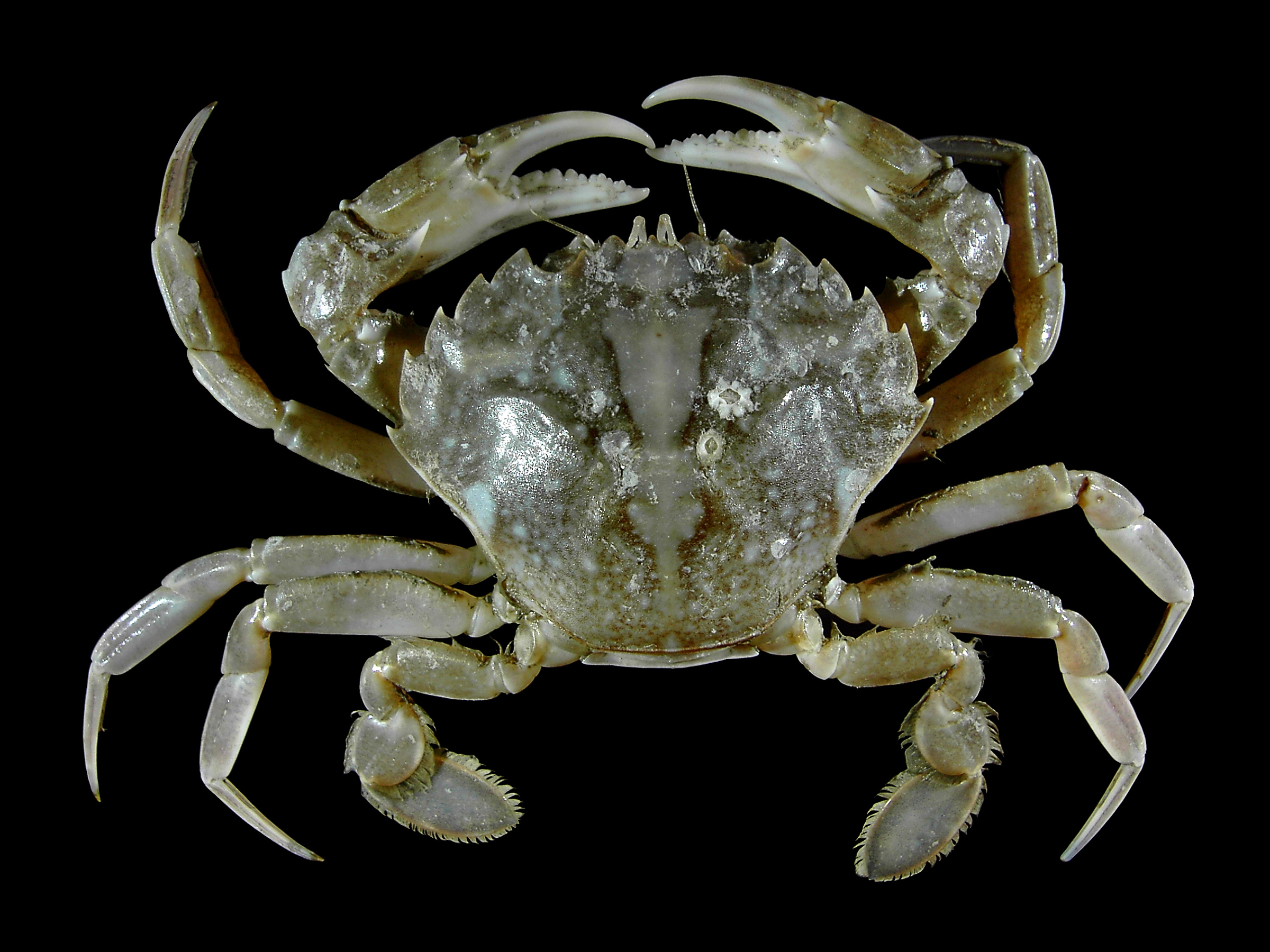
Liocarcinus vernalis